# حمید بورد
حمید بُوَرْد (زادهٔ ۱۳۴۳) مدیر اجرایی و سیاست‌مدار ایرانی است، که هم‌اکنون به‌عنوان مدیرعامل شرکت ملی نفت ایران و معاون وزیر نفت در امور نفت فعالیت می‌کند.
وی دانش‌آموخته کارشناسی مهندسی مکانیک از دانشگاه صنعت نفت و کارشناسی ارشد مدیریت اجرایی از واحد علوم و تحقیقات دانشگاه آزاد اسلامی است و فعالیت در صنایع نفت و گاز را در شرکت ملی مناطق نفت‌خیز جنوب آغاز کرد.
بورد از ۱۳۸۳ تا ۱۳۸۵ مدیر پروژه‌های ویژه شرکت ملی حفاری ایران بود و در فاصله سال‌های ۱۳۸۵ تا ۱۳۸۹ معاونت حفاری شرکت ملی مناطق نفت‌خیز جنوب را برعهده داشت. او از ۱۳۸۹ تا ۱۳۹۱ مدیرعامل شرکت نفت و گاز مارون بود، از ۱۳۹۱ تا ۱۳۹۳ به‌عنوان مدیرعامل شرکت ملی مناطق نفت‌خیز جنوب فعالیت می‌کرد، از ۱۳۹۳ تا ۱۳۹۵ مشاور مدیرعامل شرکت ملی نفت ایران و مدیرعامل شرکت عملیات اکتشاف نفت ایران بود و در فاصله سال‌های ۱۳۹۵ تا ۱۳۹۸ مدیریت عامل شرکت نفت فلات قاره ایران را برعهده داشت.